# Aubregrinia
Aubregrinia là một chi thực vật thuộc họ Sapotaceae được mô tả năm 1935. Chi này có các loài sau:
- Aubregrinia taiensis, (Aubrév. & Pellegr.) Heine[2][6]

Tên của chi Aubregrinia được đặt nhằm tôn vinh André Aubréville và François Pellegrin (Aubréville, Pellegrin).